# Larvapora mawsoni
Larvapora mawsoni is een mosdiertjessoort uit de familie van de Cellariidae. De wetenschappelijke naam van de soort is voor het eerst geldig gepubliceerd in 1928 door Livingstone.